# ميكيل بيدرسن
ميكيل بيدرسن هو لاعب كرة قدم دانمركي في مركز الوسط، ولد في 7 يناير 1996 في الدنمارك. لعب مع Hobro IK ‏.

## وصلات خارجية
- ميكيل بيدرسن على موقع قاعدة بيانات كرة القدم.إي يو (الإنجليزية)
- ميكيل بيدرسن على موقع Soccerway.com (الإنجليزية)